# アルバニア王国 (1928年-1939年)

アルバニア王国
Mbretëria Shqiptare (アルバニア語)

国の標語: Atdheu mbi te gjitha（アルバニア語）
何よりも祖国国歌: Himni i Flamurit（アルバニア語）
旗への賛歌
アルバニア王国の位置（1935年）

アルバニア王国（アルバニアおうこく、アルバニア語: Mbretëria Shqiptare）は、1928年にアルバニア共和国の大統領であるアフメト・ベイ・ゾグーが国王に即位する形で誕生したバルカン半島の国家である。

## 歴史
1928年、アルバニアは大統領のゾグーを国王に戴く立憲君主国となった。当時のアルバニアは民族社会であり、国内情勢は不安定であった。ゾグーは民族の武装解除や法律整備を推し進め、アルバニアの近代化を図った。
1939年、ファシスト党率いるイタリア王国がアルバニアへ侵攻しイタリア軍が進駐すると（イタリアのアルバニア侵攻）、ゾグーは王妃とともに国外脱出した。同年、アルバニアはイタリアとの同君連合となり、イタリア国王のヴィットーリオ・エマヌエーレ3世がアルバニア王に即位する。実質的には国王代理の総督が統治し、総督となったチャーノのもとで親伊派の傀儡政権が置かれ、国政を担当した。1940年にはイタリアのギリシャ侵攻の煽りを受け、南部地域が激戦地となり多くの犠牲者を出した。1941年の枢軸軍のユーゴスラヴィア占領により、コソボおよび西マケドニア、ギリシャ南部まで領土が拡大し、形式上は大アルバニアを形成した。
1943年にイタリアが連合国に降伏すると、今度はドイツ軍の占領下に置かれ、ドイツ軍政のもと、親独傀儡政府が置かれた。一部のアルバニア民族主義者たちは、ナチスの武装親衛隊に入隊するなど対独協力を行い、セルビア人やユダヤ人に対する虐殺行為に手を染めた。しかし、すべてのアルバニア人が対独協力を行なったわけでなく、住民が積極的にレジスタンス活動やユダヤ人の保護に協力している。
翌1944年11月、パルチザンと赤軍によって国土が解放されると、ソビエト連邦の支援のもと、アルバニア共産党を中心とした臨時政府が樹立される。ゾグーは戦後も帰国することができず、亡命先で1961年に死去する。
1946年、王政廃止と同時にアルバニア人民共和国が成立し、エンヴェル・ホッジャを最高指導者とする共産主義政権が成立した。

## 経済
ゾグー1世統治下のアルバニアの11年は、国規模の近代化が推し進められた。その結果、それまでバルカン半島において最小の経済規模であったにもかかわらず、バルカン半島で最も発達した国へと成長した。世界恐慌によるストライキなどで経済が一時的に不況に陥ったが、1930年代末において経済は再び振興した。しかし、この振興も1939年のイタリア軍による侵攻と1944年から始まる共産主義政権の支配によってすぐさま終焉を迎えた。
数年間の枢軸国の支配による混乱でアルバニアは再びバルカン最貧の国となり、貧しい小作農がアルバニア人口の大部分を占めるようになる。アルバニアは実質的に産業が皆無になり、未開発の資源とされていた水力発電も当分開発されそうになく、輸出資源の多くを石油が占めていた。石油以外では、アルバニアはビチューメン、亜炭、鉄、クロマイト、銅、ボーキサイト、マンガンや金などの資源を産出し、シュコドラ県にセメント工場、コルチャ県にビール工場、ドゥラス県とシュコドラ県には地元のタバコ草を原料とするタバコ工場など小規模な産業のみがあった。
アルバニアが輸出していたのは毛皮、チーズ、家畜と卵で、輸入品は穀物等の食料、鉄製品、機械類であった。1939年にはアルバニアの輸入の割合は輸出の4倍にもなった。輸出物の7割はイタリアへ行き、イタリアの工業製品はアルバニアからの輸入品で40％を占めるほど、経済がイタリアに依存していた。戦間期においては、アルバニア国内の多くの技術職をイタリア人が担った。
混乱期を経てアルバニアは再び教育・社会的にバルカンで最貧となり、街に住むのは人口のわずか13％で、無学者が人口の高い割合を占めるようになった。90%の小作農は貧しく、木製の鋤などを使うような最低限度の食料生産しか行えなかった。地主たちの農園の多くは、マラリアのはびこる沿岸や湿地にあった。
アルバニアには銀行、鉄道、近代的な港、機能的な軍隊、大学、近代的なマスコミが不足し、ヨーロッパで最も高い出生率と乳幼児死亡率であった。アルバニアにおける男性の平均寿命は38歳とされていた。

? イタリア統治下の国旗。
? ドイツ統治下の国旗。
? アルバニア民主政府（臨時政府）統治下の国旗。